# Аскендеров, Заур Асевович
Зау́р Асе́вович Аскенде́ров (род. 12 июля 1970, Хасавюрт, Дагестанская АССР, СССР) — российский государственный и общественно-политический деятель, бизнесмен и предприниматель.                                                                        Председатель Народного Собрания Республики Дагестан с 30 сентября 2021 года. Депутат Государственной Думы Российской Федерации VI и VII созывов. 

## Биография
Родился 12 июля 1970 года в г. Хасавюрт Дагестанской АССР. По национальности — кумык.
В 2009 году получил высшее образование по специальности «мировая экономика» в Институте мировой экономики.
В 2015 году прошёл переподготовку Дагестанском государственном университете.
В 2016 году прошёл переподготовку в Российской академии народного хозяйства и государственной службы при президенте РФ.

## Трудовая деятельность
В 1986—1988 гг — рабочий-обвальщик Микояновского мясокомбината в Москве.
С 1990 года по настоящее время занимается индивидуальным предпринимательством.
В 2003—2004 гг. — коммерческий директор ООО «Винно-коньячный комбинат», г. Минеральные Воды.
Также являлся Генеральным директором ряда организаций, в том числе:
В 2003—2011 гг. —  ООО «Космо плюс», г. Химки.
В 2004—2006 гг. — ООО «Усовские винно-коньячные подвалы», г. Красногорск.
В 2007—2008 гг. — ОАО «Московский винно-коньячный завод «КиН», г. Москва.
В 2010 г.  — ООО «Финансово-промышленная компания «Стройинвестр», г. Москва.
В 2011—2012 гг — вице-президент ООО «Алвиса менеджмент», г. Москва.
С 2010 г. по н. в. — председатель ДРО Общероссийской общественной организации «Деловая России».
В 2011 г. вошел в состав координационного совета по урегулированию проблем дагестанской молодежи при постоянном представительстве РД при Президенте РФ.
С марта 2012 по октябрь 2016 гг — Депутат Государственной думы Федерального Собрания РФ VI созыва, член фракции «Единая Россия».
С 5 октября 2016 по 12 октября 2021 гг — Депутат Государственной думы Федерального Собрания РФ VII созыва.
30 сентября 2021 года избран Председателем Народного Собрания Республики Дагестан.

## Законотворческая деятельность
С 2012 по 2019 год, в течение исполнения полномочий депутата Государственной Думы, выступил соавтором 92 законодательных инициатив и поправок к проектам федеральных законов.

## Награды
- 2014 — Благодарность Председателя Государственной думы РФ.
- 2015 — Почётная грамота Республики Дагестан от Главы Республики Дагестан.
- 2015 — Благодарность Комитета Государственной думы РФ по вопросам собственности.
- 2015 — Почётная грамота Председателя Государственной думы РФ.
- 2019 — Почётный знак Республики Дагестан «За любовь к родной земле».
- 2019 — Благодарность Руководителя фракции «Единая Россия» в Государственной Думе РФ.
- 2020 — Благодарность Правительства Российской Федерации.
- 2021 — Благодарность Министерства экономического развития Российской Федерации.
- 2021 — Почётная грамота Министерства промышленности и торговли Российской Федерации.
- 2025 — Орден «За заслуги перед Республикой Дагестан»[8].

## Семья
Жена - Вильштейн Людмила Григорьевна
Дочь - Аскендерова Дженнет
Брат - Аскендеров Камиль